# توقيت صيفي في إيران

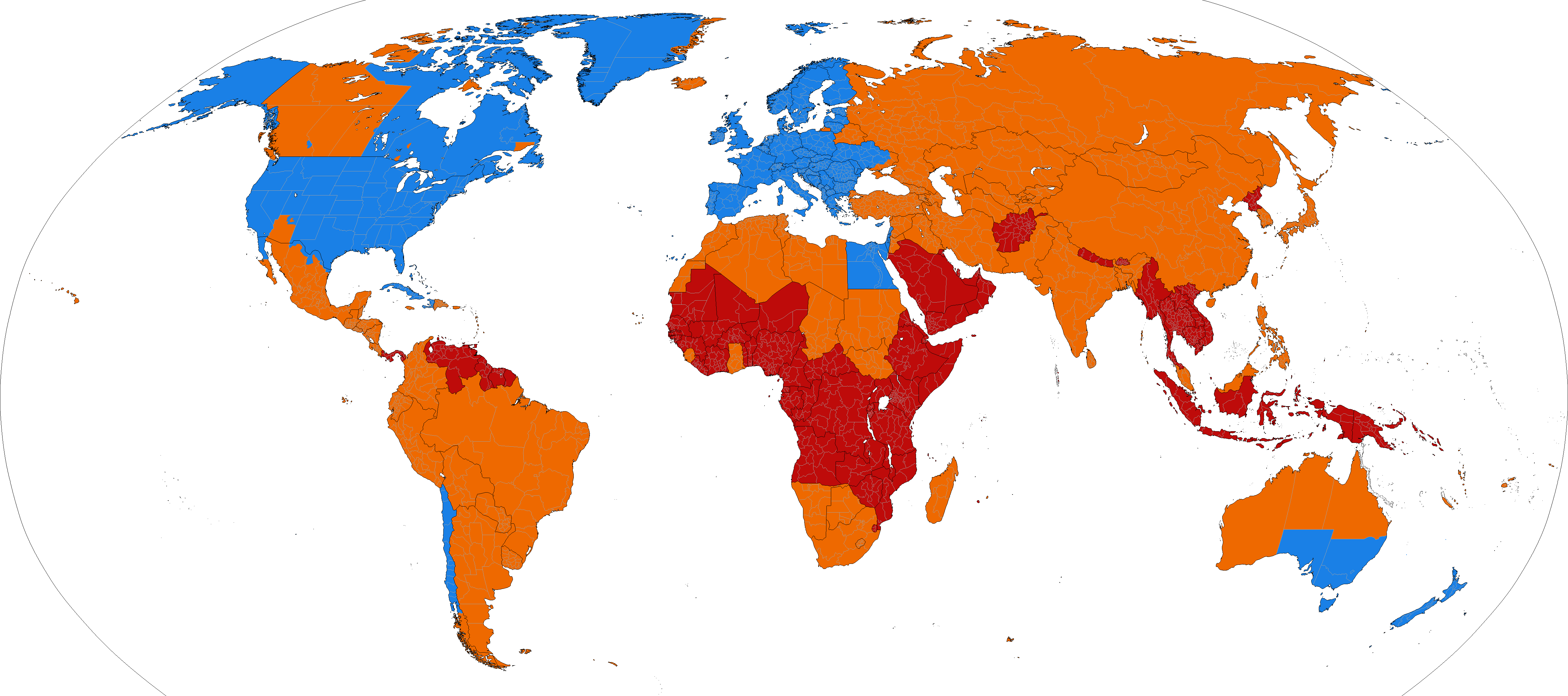

التوقيت الصيفي في إيران كان يعمل به قبل عام 1979 ثم تم إلغاءه ليعود مرة أخرى عام 1989 حيث كان يبدا العمل به في اليوم الأول من شهر الحمل وينتهي في اخر يوم من شهر سنبلة حسب التقويم الفارسي. تم توقف العمل بالتوقيت في ربيع 2006 ثم اصدر البرلمان الإيراني قرارا باعادة العمل به اعتبارا من ربيع 2008 رغم معارضة الحكومة.

## الإلغاء
في عام 2006، ألغت إيران التوقيت الصيفي. ومع ذلك، في سبتمبر 2007، أقرَّ البرلمان الإيراني قانونًا يعيد التوقيت الصيفي اعتبارًا من 21 مارس 2008، على الرغم من معارضة الحكومة المعاصرة.
اعتبارًا من 22 سبتمبر 2022 فصاعدًا، ألغت إيران التوقيت الصيفي وأعلنت أنَّها ستلتزم بالتوقيت القياسي على مدار العام.